# Ban Bí thư Trung ương Đoàn Thanh niên Cộng sản Hồ Chí Minh
Ban Bí thư Trung ương Đoàn Thanh niên Cộng sản Hồ Chí Minh còn được gọi Ban Bí thư Trung ương Đoàn, do Ban Chấp hành Trung ương Đoàn Thanh niên Cộng sản Hồ Chí Minh bầu trong số Uỷ viên Ban Thường vụ Trung ương Đoàn, là cơ quan thường trực của Ban Thường vụ Trung ương Đoàn gồm Bí thư thứ nhất và các Bí thư, thay mặt Ban Thường vụ tổ chức, chỉ đạo, hướng dẫn và kiểm tra việc thực hiện các nghị quyết của Đoàn; chuẩn bị các vấn đề trình Ban Thường vụ xem xét, quyết định các chủ trương công tác Đoàn, phong trào thanh thiếu nhi và giải quyết các công việc hằng ngày của Đoàn.
Ủy viên Ban Bí thư Trung ương Đoàn được gọi là Bí thư Trung ương Đoàn.

## Tiêu chuẩn
Nhân sự giới thiệu tham gia Ban Bí thư Trung ương Đoàn phải đáp ứng các tiêu chuẩn của Ủy viên Ban Thường vụ Trung ương Đoàn tại Đề án Ban Thường vụ Trung ương Đoàn. Bên cạnh đó, phải là cá nhân tiêu biểu trong tập thể Ban Thường vụ Trung ương Đoàn và đảm bảo các tiêu chuẩn cụ thể 
- Trình độ chuyên môn: đại học trở lên; trình độ lý luận chính trị: cao cấp hoặc cử nhân
- Giữ chức vụ Bí thư Trung ương Đoàn lần đầu không quá 40 tuổi, giữ chức vụ không quá 42 tuổi;
- Đã kinh qua và hoàn thành tốt chức trách, nhiệm vụ của một trong các cương vị: Cán bộ lãnh đạo, quản lý ở Trung ương; Bí thư, Phó Bí thư đoàn cấp tỉnh; Trưởng, phó các ban, đơn vị trực thuộc Trung ương Đoàn.
- Đủ sức khỏe để thực hiện nhiệm vụ;
- Được quy hoạch chức danh Bí thư Ban Chấp hành Trung ương Đoàn

## Chức năng và nhiệm vụ
Ban Bí thư Trung ương Đoàn có chức năng và nhiệm vụ sau:
- Quyết định cho bầu bổ sung và công nhận Ban Chấp hành, Ban Thường vụ, Ủy ban Kiểm tra các tỉnh, thành Đoàn và Đoàn trực thuộc Trung ương. Phối hợp với cấp ủy Đảng về công tác nhân sự đối với các chức danh Bí thư, Phó Bí thư tỉnh, thành Đoàn và Đoàn trực thuộc Trung ương.
- Quyết định bổ nhiệm, miễn nhiệm, tạm đình chỉ công tác, kỷ luật; quy hoạch, đào tạo, bồi dưỡng và luân chuyển đội ngũ cán bộ chuyên trách, cán bộ chủ chốt của cơ quan Trung ương Đoàn theo thẩm quyền.
- Giới thiệu nhân sự đại diện Đoàn Thanh niên Cộng sản Hồ Chí Minh và các Hội thanh niên tham gia các chức danh lãnh đạo, các Ban chỉ đạo, các Ủy ban, các Hội đồng của các cơ quan Đảng, Nhà nước và các đoàn thể chính trị-xã hội.
- Phối hợp với Đảng ủy cơ quan Trung ương Đoàn lãnh đạo, chỉ đạo công tác tổ chức cán bộ và thực hiện chế độ chính sách đối với cán bộ, công chức thuộc cơ quan Trung ương Đoàn.
- Chỉ đạo, hướng dẫn và kiểm tra việc thực hiện các Nghị quyết, chương trình công tác của Ban Chấp hành, Ban Thường vụ Trung ương Đoàn; chuẩn bị các nội dung trình Ban Thường vụ xem xét quyết định các chủ trương công tác Đoàn, phong trào thanh thiếu nhi; giải quyết các công việc hàng ngày của Đoàn; ban hành các văn bản nhằm quán triệt, thực hiện sự chỉ đạo của Bộ Chính trị, Ban Bí thư Trung ương Đảng, Thường trực Chính phủ.
- Thay mặt Ban Thường vụ Trung ương Đoàn trong mối quan hệ với Trung ương Đảng, Nhà nước, Mặt trận Tổ quốc, các đoàn thể, các tổ chức kinh tế-xã hội và quan hệ quốc tế của Đoàn.
- Phối hợp với các Bộ, ban, ngành Trung ương, các cấp ủy Đảng địa phương, Đảng ủy cơ quan Trung ương Đoàn giải quyết những vấn đề liên quan đến công tác quy hoạch, đào tạo, bồi dưỡng, sử dụng và luân chuyển cán bổ chủ chốt tỉnh, thành Đoàn, Đoàn trực thuộc và các ban đơn vị thuộc cơ quan Trung ương Đoàn.
- Giải quyết những vấn đề liên quan đến nghĩa vụ, quyền lợi của tuổi trẻ và chính sách đối với cán bộ Đoàn, Hội, Đội.
- Nghiên cứu những vấn đề mới để chọn chỉ đạo điểm và tổng kết, báo cáo Ban Thường vụ Trung ương Đoàn.
- Quyết định tổ chức điều hành bộ máy cơ quan Trung ương Đoàn để đáp ứng yêu cầu lãnh đạo, chỉ đạo của Ban Chấp hành, Ban Thường vụ, Ban Bí thư Trung ương Đoàn. Tổ chức công tác thông tin, nghiên cứu lý luận, tổng kết thực tiễn phục vụ việc chỉ đạo công tác Đoàn và phòng trào thành thiếu nhi. Quyết định triệp tập và chuẩn bị Hội nghị Ban Thường vụ Trung ương Đoàn.

## Nguyên tắc và chế độ làm việc

### Nguyên tắc làm việc
Ban Bí thư Trung ương Đoàn làm việc theo nguyên tắc tập trung dân chủ, thực hiện chế độ tập thể lãnh đạo, cá nhân phụ trách.

### Chế độ làm việc
Phiên họp của Ban Bí thư được gọi Hội nghị Ban Bí thư Trung ương Đoàn, làm việc theo chương trình hành năm, quý, tháng, tuần, được điều chỉnh khi cần thiết.

## Số lượng, cơ cấu

### Số lượng
Số lượng Bí thư Trung ương Đoàn do Ban Chấp hành Trung ương Đoàn quyết định với tỷ lệ không quá một phần ba số lượng Uỷ viên Ban Thường vụ. Số lượng Bí thư Ban Chấp hành Trung ương Đoàn khóa XII tối đa gồm 07 đồng chí gồm 01 Bí thư thứ nhất và 06 Bí thư Trung ương Đoàn.

### Cơ cấu
Theo nhiệm vụ được phân công, cơ cấu Ban Bí thư Trung ương Đoàn khóa XII, cụ thể như sau:
- Bí thư thứ nhất Trung ương Đoàn: Là người đứng đầu chủ trì công việc của Ban Bí thư, Ban Thường vụ, Ban Chấp hành Trung ương Đoàn; tổ chức thực hiện các chủ trương, nghị quyết của Đảng, của Đoàn, nghiên cứu hoạch định các chủ trương biện pháp lớn nhằm tổ chức phong trào thanh thiếu nhi tham gia các nhiệm vụ phát triển kinh tế - xã hội, an ninh, quốc phòng; lãnh đạo xây dựng Đội thiếu niên tiền phong Hồ Chí Minh; là người đại diện cho tổ chức Đoàn, cùng với Ban Bí thư, Ban Thường vụ Trung ương Đoàn giữ mối quan hệ và phối hợp với các cơ quan Đảng, Nhà nước, với Mặt trận Tổ quốc Việt Nam và các đoàn thể, các tổ chức kinh tế, xã hội, các tổ chức quốc tế; trực tiếp phụ trách công tác tổ chức cán bộ của Đoàn và cơ quan Trung ương Đoàn, công tác quốc tế của Đoàn.
- Bí thư thường trực Trung ương Đoàn: Chịu trách nhiệm giải quyết công việc hàng ngày của Ban Bí thư, Ban Thường vụ Trung ương Đoàn ở cơ quan Trung ương Đoàn, thay mặt Bí thư thứ nhất phối hợp, điều hành hoạt động giữa các Bí thư, các ban, đơn vị ở cơ quan Trung ương Đoàn; giữ mối liên hệ công tác với các đồng chí Bí thư, Ủy viên Ban Thường vụ, Ủy viên Ban Chấp hành Trung ương Đoàn, Ban Thường vụ các tỉnh, thành Đoàn và Đoàn trực thuộc Trung ương; phối hợp với Đảng ủy, Công đoàn, Đoàn thanh niên cơ quan chăm lo đời sống và thực hiện chế độ chính sách đối với cán bộ công nhân viên cơ quan Trung ương Đoàn; phụ trách công tác thông tin tổng hợp, các hoạt động kinh tế, tài chính, xây dựng cơ sở vật chất của cơ quan Trung ương Đoàn. Phụ trách công tác phối hợp giữa Đoàn với các Bộ, ngành liên quan nghiên cứu, đề xuất xây dựng các cơ chế chính sách về thanh niên và công tác thanh niên.
- Bí thư Trung ương Đoàn phụ trách công tác xây dựng Đoàn, công tác kiểm tra, giám sát của Đoàn: phụ trách công tác đoàn viên; xây dựng tổ chức cơ sở Đoàn; Đoàn tham gia xây dựng Đảng, chính quyền; công tác đào tạo, bồi dưỡng, tập huấn đội ngũ cán bộ Đoàn, Hội, Đội các cấp; công tác kiểm tra, giám sát của Đoàn; giới thiệu để Ban Chấp hành bầu giữ chức Chủ nhiệm Ủy ban kiểm tra Trung ương Đoàn.
- Bí thư Trung ương Đoàn phụ trách công tác tuyên giáo: phụ trách công tác tuyên truyền, giáo dục trong thanh thiếu nhi; công tác báo chí, xuất bản của Đoàn; các hoạt động của Đoàn trên các lĩnh vực an ninh quốc phòng, văn hóa, nghệ thuật, thể dục, thể thao.
- Bí thư Trung ương Đoàn phụ trách phong trào và công tác đoàn kết, tập hợp thanh niên: phụ trách tổ chức triển khai thực hiện các phong trào, chương trình hành động của Đoàn trên các lĩnh vực kinh tế - xã hội; phụ trách công tác thanh niên công nhân, công chức, viên chức, thanh niên đô thị và thanh niên nông thôn; công tác thanh niên tình nguyện tham gia phát triển kinh tế - xã hội; phụ trách công tác đoàn kết, mở rộng mặt trận tập hợp thanh niên, bảo vệ quyền và lợi ích hợp pháp của thanh niên; công tác xây dựng, phát triển Hội Liên hiệp thanh niên Việt Nam, kiêm Chủ tịch Hội liên hiệp Thanh niên Việt Nam.
- Bí thư Trung ương Đoàn phụ trách công tác học sinh, sinh viên: phụ trách công tác Đoàn và phong trào học sinh, sinh viên, công tác xây dựng và phát triển Hội Sinh viên Việt Nam, kiêm Chủ tịch Hội Sinh viên Việt Nam.
- Bí thư Trung ương Đoàn phụ trách công tác thiếu nhi: phụ trách công tác xây dựng Đội thiếu niên tiền phong Hồ Chí Minh, phong trào thiếu niên, nhi đồng và công tác bảo vệ, chăm sóc, giáo dục thiếu niên, nhi đồng, kiêm Chủ tịch Hội đồng Đội Trung ương.

## Các chức danh cụ thể

### Bí thư thứ nhất Trung ương Đoàn

#### Vai trò, vị trí
Bí thư thứ nhất Trung ương Đoàn, là người đứng đầu Ban Chấp hành Trung ương Đoàn Thanh niên Cộng sản Hồ Chí Minh có nhiệm kỳ 5 năm. Là chức vụ tổ chức phong trào thanh thiếu nhi toàn quốc.
Bí thư thứ nhất là chức vụ dự bị cho các chức danh lãnh đạo trong Đảng sau này. Bí thư thứ nhất thường là Ủy viên Trung ương Đảng dự khuyết, một số trường hợp là Ủy viên Trung ương Đảng.

#### Chức năng, nhiệm vụ
- Bí thư thứ nhất Trung ương Đoàn là người lãnh đạo cao nhất của tổ chức Đoàn
- Chủ trì điều hành công việc và kết luận các phiên họp của Ban Chấp hành, Ban Thường vụ, Ban Bí thư Trung ương Đoàn
- Chịu trách nhiệm trước Bộ Chính trị, Ban Bí thư Trung ương Đảng, Ban Chấp hành, Ban Thường vụ, Ban Bí thư Trung ương Đoàn về việc tổ chức thực hiện các chủ trương, chính sách của Đảng, Nghị quyết Đại hội đại biểu Đoàn toàn quốc, các Nghị quyết, chủ trương của Ban Chấp hành, Ban Thường vụ, Ban Bí thư Trung ương Đoàn.
- Bí thư thứ nhất Trung ương là người đại diện cao nhất cho tổ chức Đoàn, cùng Ban Chấp hành, Ban Thường vụ, Ban Bí thư Trung ương Đoàn giữ mối quan hệ và phối hợp với các cơ quan Đảng, Nhà nước, Mặt trận Tổ quốc, các đoàn thể, các tổ chức kinh tế-xã hội, các tổ chức quốc tế.
- Phụ trách chung các mặt công tác của Đoàn.
- Trực tiếp chỉ đạo việc nghiên cứu, xây dựng các nội dung công tác quan trọng của Đoàn và phong trào thanh thiếu nhi.
- Đề xuất những vấn đề chủ trương, chương trình công tác lớn đề Ban Chấp hành, Ban Thường vụ, Ban Bí thư Trung ương Đoàn quyết định.
- Trực tiếp phụ trách công tác Quốc tế thanh niên và công tác tổ chức cán bộ.
- Thay mặt Ban Chấp hành, Ban Thường vụ, Ban Bí thư Trung ương Đoàn ký các Nghị quyết, quyết định, báo cáo, tờ trình lãnh đạo Đảng, Nhà nước và các văn bản quan trọng của Ban Chấp hành, Ban Thường vụ, Ban Bí thư Trung ương Đoàn.
- Là Thủ trưởng cơ quan Trung ương Đoàn, giữ mối quan hệ chặt chẽ với Đảng ủy cơ quan giải quyết các vấn đề có liên quan tới công tác tổ chức cán bộ, công tác xây dựng cơ quan, xây dựng Đảng, thực hiện chế độ chính sách đối với cán bộ cơ quan Trung ương Đoàn.
- Trả lời chất vấn, tiếp thu phê bình của các Bí thư, Ủy viên Ban Thường vụ, Ủy viên Ban Chấp hành Trung ương liên quan đến trách nhiệm của Bí thư thứ nhất.
- Khi cần thiết Bí thư thứ nhất sẽ phân công Bí thư xử lý công việc thường nhật.

### Bí thư Thường trực Trung ương Đoàn

#### Vai trò, vị trí
Bí thư Thường trực Trung ương Đoàn giúp Bí thư thứ nhất điều hành, giải quyết công việc hàng ngày của Ban Bí thư, Ban Thường vụ Trung ương Đoàn.
Chức vụ trước đây còn được gọi là Bí thư thứ hai Trung ương Đoàn.

#### Nhiệm vụ và quyền hạn:
- Thay mặt Bí thư thứ nhất phối hợp điều hành hoạt động giữa các Bí thư Trung ương; giữ mối liên hệ công tác với các Ủy viên Ban Thường vụ, Ủy viên Ban Chấp hành Trung ương Đoàn, với các tỉnh, thành Đoàn và Đoàn trực thuộc Trung ương.
- Giúp Bí thư thứ nhất quản lý, điều hành và phối hợp hoạt động chung giữa các ban, đơn vị ở cơ quan Trung ương Đoàn và chương trình công tác đã được Ban Bí thư Trung ương Đoàn phê duyệt.
- Phối hợp với Đảng ủy, Công đoàn, Đoàn Thanh niên cơ quan Trung ương Đoàn chăm lo đời sống và thực hiện chế độ chính sách đối với cán bộ, công chức, người lao động ở cơ quan Trung ương Đoàn.
- Trực tiếp phụ trách công tác thông tin tổng hợp, các hoạt động kinh tế, tài chính, xây dựng cơ sở vật chất của cơ quan Trung ương Đoàn.
- Thường xuyên báo cáo công việc với Bí thư thứ nhất, thay mặt Bí thư thứ nhất khi được ủy quyền.
- Thay mặt Ban Bí thư, Ban Thường vụ, Ban Chấp hành Trung ương Đoàn ký các văn bản thuộc lĩnh vực công tác được phân công phụ trách và các văn bản được Bí thư thứ nhất ủy nhiệm.

#### Bí thư thường trực Trung ương Đoàn qua các thời kỳ
- Nguyễn Văn Đệ: Bí thư thường trực Trung ương Đoàn thời gian từ 1968 - 1977
- Phạm Công Khanh: Bí thư thường trực Trung ương Đoàn thời gian từ 1977 - 1980
- Lê Thanh Đạo: Bí thư thứ hai Trung ương Đoàn trong thời gian từ 1980-1982
- Hà Quang Dự: Bí thư thứ hai Trung ương Đoàn trong thời gian từ 1982-1987
- Hồ Đức Việt: Bí thư Thường trực Trung ương Đoàn từ 1987-1992
- Vũ Trọng Kim: Bí thư Thường trực Trung ương Đoàn từ 1992-1996
- Hoàng Bình Quân: Bí thư Thường trực Trung ương Đoàn từ 1996-2001
- Trương Thị Mai: Bí thư Thường trực Trung ương Đoàn từ 2001-2002
- Đào Ngọc Dung: Bí thư Thường trực Trung ương Đoàn từ 2002-2005
- Nguyễn Thành Phong: Bí thư Thường trực Trung ương Đoàn từ 2005-2006
- Võ Văn Thưởng: Bí thư Thường trực Trung ương Đoàn từ 2006-2007
- Lê Mạnh Hùng: Bí thư Thường trực Trung ương Đoàn trong năm 2007
- Lâm Phương Thanh: Bí thư Thường trực Trung ương Đoàn 2007-2011
- Phan Văn Mãi: Bí thư Thường trực Trung ương Đoàn từ 2011-2014
- Nguyễn Mạnh Dũng: Bí thư Thường trực Trung ương Đoàn từ 2014-2017
- Nguyễn Anh Tuấn: Bí thư Thường trực Trung ương Đoàn từ 2017-2020
- Bùi Quang Huy: Bí thư Thường trực Trung ương Đoàn từ 2020-2022
- Nguyễn Ngọc Lương: Bí thư Thường trực Trung ương Đoàn từ 2022-2024

### Bí thư Trung ương Đoàn

#### Vai trò, vị trí
Bí thư Trung ương Đoàn còn được gọi Ủy viên Ban Bí thư Trung ương Đoàn. Các Bí thư Ban Bí thư được Ban Chấp hành Trung ương Đoàn bầu với nhiệm kỳ 5 năm.

#### Nhiệm vụ và quyền hạn
- Bí thư Trung ương Đoàn có trách nhiệm tham gia các quyết định chung của Ban Bí thư Trung ương Đoàn, mỗi Bí thư Trung ương Đoàn được phân công phụ trách 1 hoặc một số lĩnh vực công tác, 1 hoặc một số địa bàn, khu vực.
- Chủ trì chuẩn bị các chương trình, kế hoạch, đề án; tổ chức, chỉ đạo và kiểm tra việc thực hiện các quyết định của Ban Chấp hành, Ban Thường vụ, Ban Bí thư Trung ương Đoàn thuộc lĩnh vực công tác được phân công phụ trách.
- Thay mặt Ban Bí thư, Ban Thường vụ Trung ương Đoàn giải quyết công việc trong phạm vi được phân công phụ trách trên cơ sở các quyết định đã được tập thể Ban Bí thư, Ban Thường vụ Trung ương Đoàn thông qua.
- Ký các văn bản thuộc phạm vi, lĩnh vực được phân công phụ trách hoặc được Bí thư thứ nhất ủy nhiệm.

## Danh sách Ban Bí thư Trung ương Đoàn các khoá
In đậm: Bí thư thứ nhất Trung ương Đoàn

### Khóa XII (2022-2027)
- Bùi Quang Huy
- Nguyễn Ngọc Lương (đến tháng 11/2024)
- Ngô Văn Cương (đến tháng 5/2025)
- Nguyễn Tường Lâm
- Nguyễn Phạm Duy Trang
- Nguyễn Minh Triết

### Khoá XI (2017 - 2022)
- Lê Quốc Phong (đến tháng 10/2020)
- Nguyễn Anh Tuấn (đến 23/07/2022)
- Bùi Quang Huy
- Nguyễn Ngọc Lương
- Ngô Văn Cương (từ tháng 3/2021)
- Nguyễn Tường Lâm (từ tháng 3/2021)
- Nguyễn Phạm Duy Trang (từ tháng 10/2021)
- Nguyễn Minh Triết (từ 10/2021)

### Khoá X (2012 - 2017)
- Nguyễn Đắc Vinh (dến tháng 4/2016)
- Phan Văn Mãi (đến tháng 3/2014)
- Dương Văn An (đến tháng 3/2014)
- Nguyễn Thị Hà (đến tháng 3/2014)
- Nguyễn Mạnh Dũng
- Đặng Quốc Toàn (đến tháng 4/2016)
- Nguyễn Long Hải
- Lê Quốc Phong (từ tháng 12/2013)
- Nguyễn Phi Long (từ tháng 8/2014)
- Nguyễn Anh Tuấn (từ tháng 8/2014)
- Bùi Quang Huy (từ tháng 8/2016)
- Nguyễn Ngọc Lương (từ tháng 8/2016)

### Khóa IX (2007 - 2012)
- Võ Văn Thưởng (đến tháng 10/2011)
- Lâm Thị Phương Thanh (đến tháng 10/2011)
- Nguyễn Hoàng Hiệp (đến tháng 12/2011)
- Nguyễn Đắc Vinh (từ tháng 7/2008)
- Phan Văn Mãi (từ tháng 7/2008)
- Dương Văn An (từ tháng 8/2009)
- Nguyễn Thị Hà (từ tháng 8/2009)
- Nguyễn Mạnh Dũng (từ tháng 12/2011)

### Khóa VIII (2002 - 2007)
- Hoàng Bình Quân (đến tháng 7/2005)
- Đào Ngọc Dung (đến tháng 1/2007)
- Đoàn Văn Thái
- Bùi Đặng Dũng
- Nguyễn Thành Phong (đến tháng 1/2006)
- Lê Mạnh Hùng
- Nông Quốc Tuấn (từ tháng 2/2004)
- Lâm Thị Phương Thanh (từ tháng 2/2004)
- Võ Văn Thưởng (từ tháng 10/2006)
- Bùi Văn Cường (từ tháng 10/2006)
- Nguyễn Lam (từ tháng 10/2006)

### Khóa VII (1997 - 2002)
- Vũ Trọng Kim (đến tháng 6/2001)
- Hoàng Bình Quân
- Trương Thị Mai
- Đào Ngọc Dung
- Phạm Xuân Cảnh
- Vũ Văn Tám

### Khóa VI (1992 - 1997)
- Hồ Đức Việt (đến tháng 12/1996)
- Vũ Trọng Kim
- Phạm Phương Thảo
- Hoàng Bình Quân
- Trương Thị Mai
- Ngô Văn Triển
- Trần Lưu Hải

### Khóa V (1987 - 1992)
- Hà Quang Dự
- Hồ Đức Việt
- Nguyễn Thước
- Vũ Xuân Hồng
- Phạm Phương Thảo
- Trịnh Tố Tâm
- Nguyễn Duy Hùng
- Phùng Ngọc Hùng
- Trần Hoàng Thám
- Thái Hiền Lương

### Khóa IV (1980 - 1987)
- Đặng Quốc Bảo (đến tháng 4/1982)
- Vũ Mão
- Hà Quang Dự
- Nguyễn Tiên Phong
- Nguyễn Thị Hằng
- Lê Thanh Đạo
- Phạm Công Khanh
- Lê Quang Vịnh
- Phan Văn Chương
- Hồ Anh Dũng
- Vũ Quốc Hùng
- Trần Phương Thạc
- Lương Công Đoan
- Lưu Minh Trị
- Phạm Chánh Trực
- Phan Thế Hùng
- Nguyễn Minh Triết
- Huỳnh Đảm

### Khóa III (1961 - 1980)
- Nguyễn Lam (đến tháng 3/1961)
- Hồ Trúc
- Vũ Quang (đến tháng 9/1976)
- Lê Xuân Đồng
- Lê Bình
- Lê Đức Chỉnh
- Đặng Quốc Bảo
- Lưu Minh Châu
- Nguyễn Văn Đệ
- Nguyễn Tiên Phong
- Tạ Quang Chiến
- Phan Minh Tánh
- Nguyễn Thị Ngọc Khanh
- Trần Lê Dũng
- Nguyễn Đức Toàn
- Lương Văn Nghĩa
- Nguyễn Thị Hằng
- Lê Thanh Đạo
- Phạm Công Khanh

### Khóa II (1956 - 1961)
- Nguyễn Lam
- Hồ Trúc
- Vũ Quang
- Lê Xuân Đồng
- Hoàng Minh Chính

### Khóa I (1950 - 1956)
- Nguyễn Lam
- Hồ Trúc